# Stylogomphus albistylus
Stylogomphus albistylus är en trollsländeart som först beskrevs av Hagen in Selys 1878.  Stylogomphus albistylus ingår i släktet Stylogomphus och familjen flodtrollsländor. Inga underarter finns listade i Catalogue of Life.

## Bildgalleri

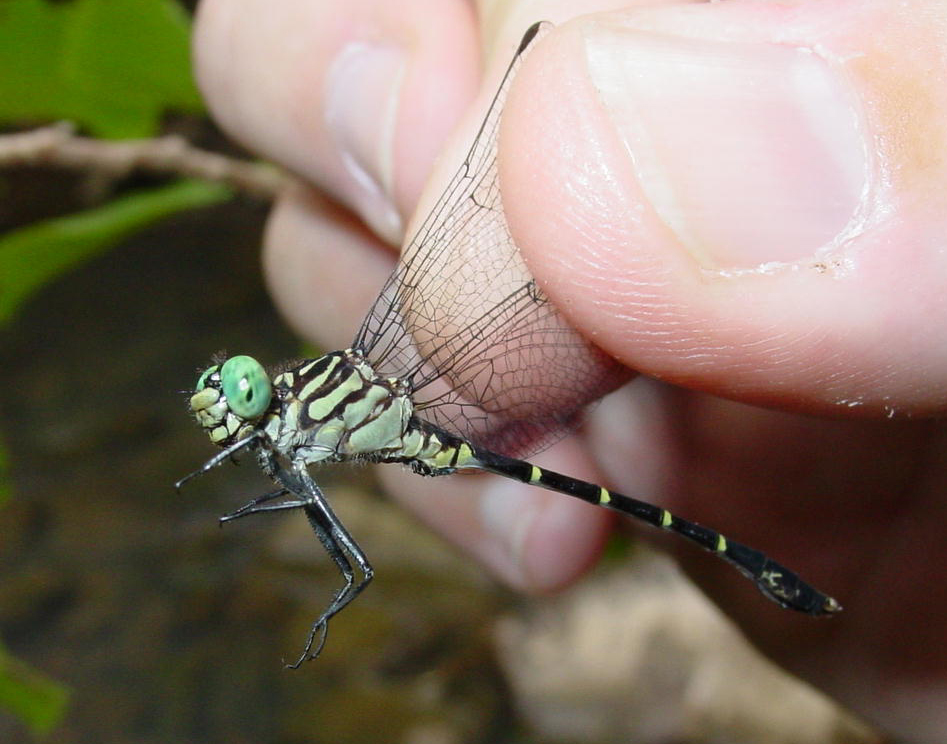